# Elisabeth Ellison-Kramer
Elisabeth Ellison-Kramer (Bécs, 1964. szeptember 12.) osztrák diplomata, 2017-től 2020-ig Ausztria budapesti nagykövete.

## Pályafutása
1982-89-ig tanult gazdasági jogot a Bécsi Egyetemen, ahol Magister Juris végzettséget szerzett. 1989-ben lépett be az osztrák szövetségi külügyminisztériumba, ahol kezdetben a gazdaságpolitikai főosztályon, majd a jogi és konzuli főosztályon dolgozott. Első külszolgálatára 1990-ben Rómába indult, ahol a nagykövetség attaséja lett. 1991-ben tért haza Bécsbe, ahol a külügy Dél-Tirol és Dél-Európa osztályán dolgozott. 1994-ben Ausztria Los Angeles-i főkonzulátusán kulturális és sajtókonzuli pozíciót töltött be. 1990-től 1999-ig követi (nem nagyköveti) pozícióban Ausztria helsinki nagykövetségén dolgozott, ahol finn és észt ügyek tartoztak hozzá - ebben az időszakban volt szülési szabadságon is. 1999-2002 között a külügyminisztérium jogi és konzuli főosztályán dolgozott, majd Ausztria ENSZ-képviseletén emberi jogokkal foglalkozott 2006-ig. 2010-ig osztrák főkonzul volt Strasbourgban, majd 2016-ig ismét a külügy jogi osztályán, az általános jogi ügyekért felelős vezető volt. 2017-ben nevezték ki Ausztria budapesti nagykövetségének vezetőjévé, állomáshelyét február 6-án foglalta el, pozícióját 2020-ig töltötte be, amikor Alexander Grubmayr váltotta. 2020-tól Ausztria Ljubljanai nagykövete.
Különösen emlékezetes volt diplomáciai erőfeszítése a 2011-14 közötti időszakban, mikor két, bajba jutott osztrák állampolgár esetében sikerült eredményeket elérni: egy Dubajban perbe fogott orvos, és egy megerőszakolt fiatal nő ügyében. Jogász-diplomataként kihívás a különböző kultúrával és jogrendszerrel rendelkező távoli országokban utazók ügyeiben a diplomácia eszközeivel eljárni.